# Migliore club del XX secolo FIFA

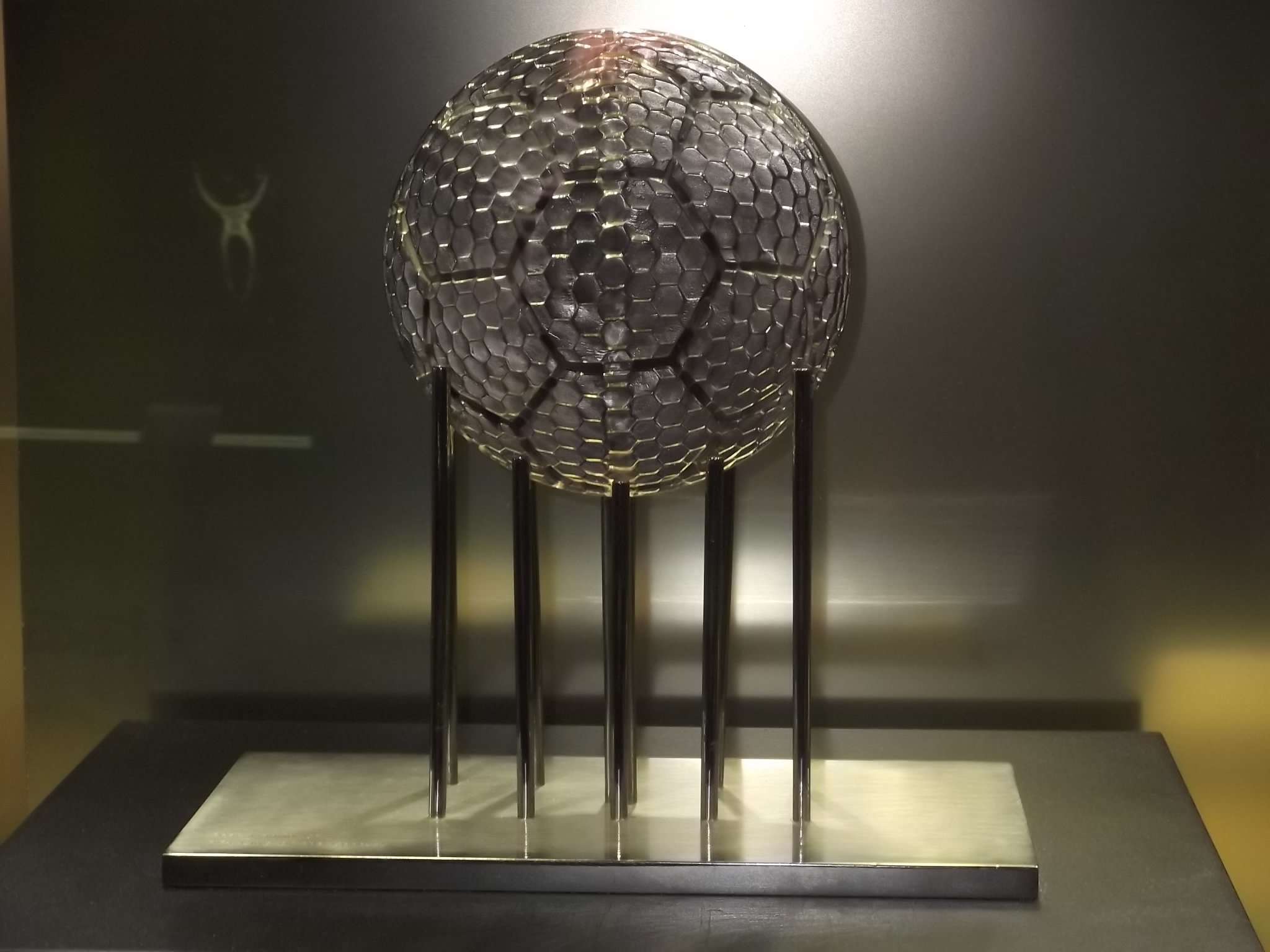
Il trofeo per il titolo di miglior club del XX secolo esposto nel museo del Real Madrid

Il Migliore club del XX secolo FIFA (in inglese The FIFA Club of the 20th Century) è un riconoscimento assegnato dalla FIFA, la massima organizzazione calcistica mondiale. A vincere il premio, annunciato durante il FIFA World Gala tenutosi a Roma l'11 dicembre 2000, fu il Real Madrid.
A ritirare il premio furono Alfredo Di Stéfano e Florentino Pérez. Nella stagione 2006-2007 sulle maglie del Real Madrid fu applicato uno speciale distintivo per celebrare il titolo di migliore club del XX secolo FIFA.

## Risultati
Il sistema di voto utilizzato per il premio fu reso noto nel dicembre del 2000. Il voto era consentito solo agli abbonati del periodico bimestrale FIFA World Magazine (rivista ufficiale della FIFA).
| Pos. | Club           | Nazione     | %       |  |
| ---- | -------------- | ----------- | ------- |  |
| 1    | Real Madrid    | Spagna      | 42,35 % |  |
| 2    | Manchester Utd | Inghilterra | 9,69 %  |  |
| 3    | Bayern Monaco  | Germania    | 9,18 %  |  |
| 4    | Barcellona     | Spagna      | 5,61 %  |  |
| 5    | Ajax           | Paesi Bassi | 5,10 %  |  |
| 5    | Santos         | Brasile     | 5,10 %  |  |
| 7    | Juventus       | Italia      | 2,55 %  |  |
| 8    | Peñarol        | Uruguay     | 2,04 %  |  |
| 9    | Flamengo       | Brasile     | 1,53 %  |  |
| 9    | Milan          | Italia      | 1,53 %  |  |
| 9    | River Plate    | Argentina   | 1,53 %  |  |
| 12   | Arsenal        | Inghilterra | 1,02 %  |  |
| 12   | Benfica        | Portogallo  | 1,02 %  |  |
| 12   | Boca Juniors   | Argentina   | 1,02 %  |  |
| 12   | Botafogo       | Brasile     | 1,02 %  |  |
| 12   | Independiente  | Argentina   | 1,02 %  |  |
| 12   | Inter          | Italia      | 1,02 %  |  |
| 12   | Liverpool      | Inghilterra | 1,02 %  |  |
|      | Altri          |             | 6,63 %  |  |
|      |                |             |         |  |